# 하체곱테릭스

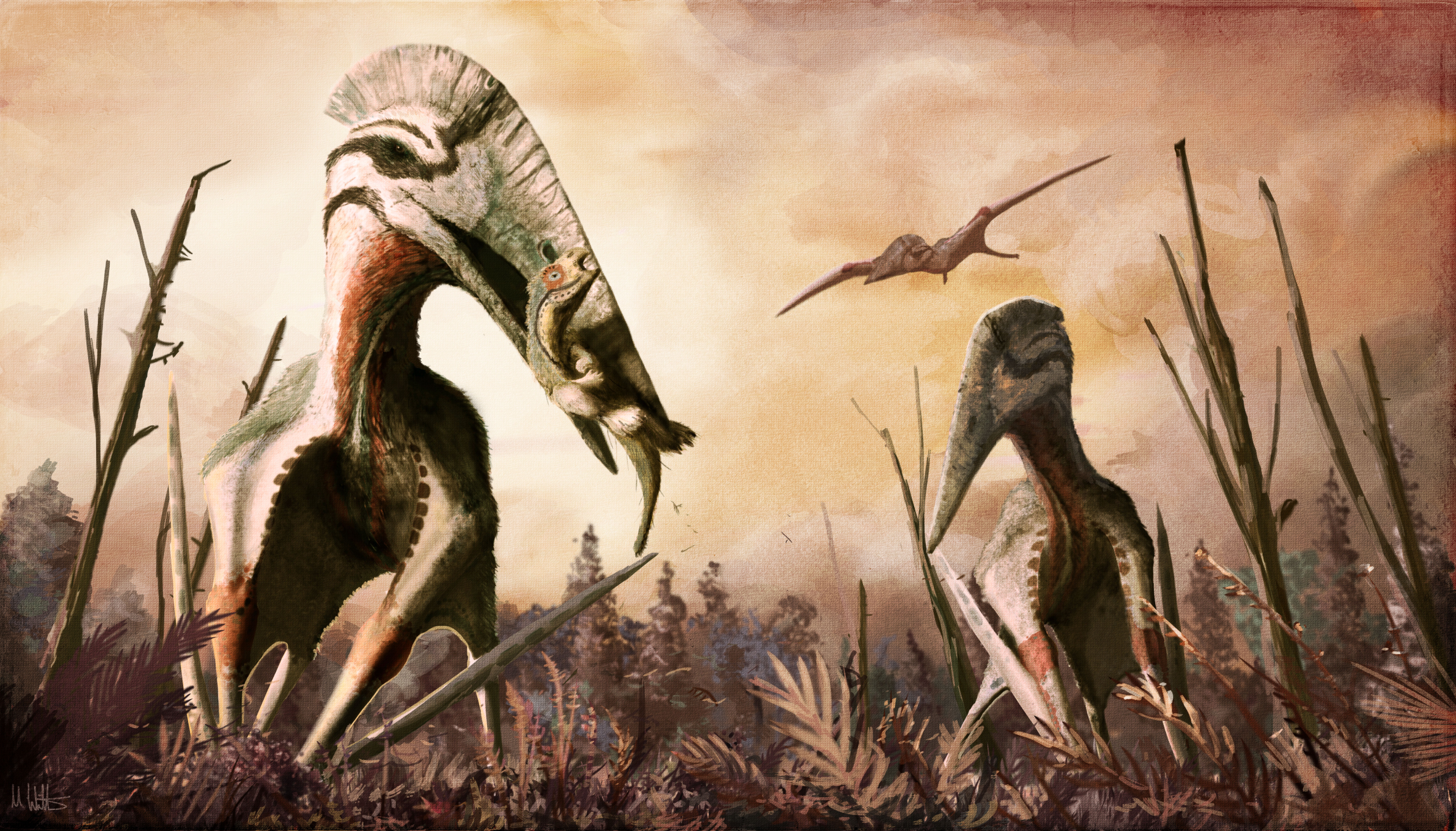

하체곱테릭스(Hatzegopteryx)는 백악기 후기 유럽에서 살았던 아즈다르코과의 익룡이다. 속명의 뜻은 '하체그의 날개'로, 화석이 발견된 장소인 루마니아 하체그 분지의 이름을 따온 것이다. 종명은 그리스어로 '무시무시한'이라는 뜻이다.

## 발견
백악기 후기 당시 북아메리카의 미국이 있는 텍사스 지역에 서식하던 케찰코아틀루스와 더불어 가장 거대한 익룡이다. 익폭은 10~12 m 정도에 머리 크기만 해도 3 m이다. 두개골 폭은 50 cm 정도로 다른 익룡들에 비해 덩치가 크다. 비대한 두개골을 가지고 있지만 두개골 조직이 일종의 스티로폼 비슷한 구조라서 가볍게 다룰 수 있었다.

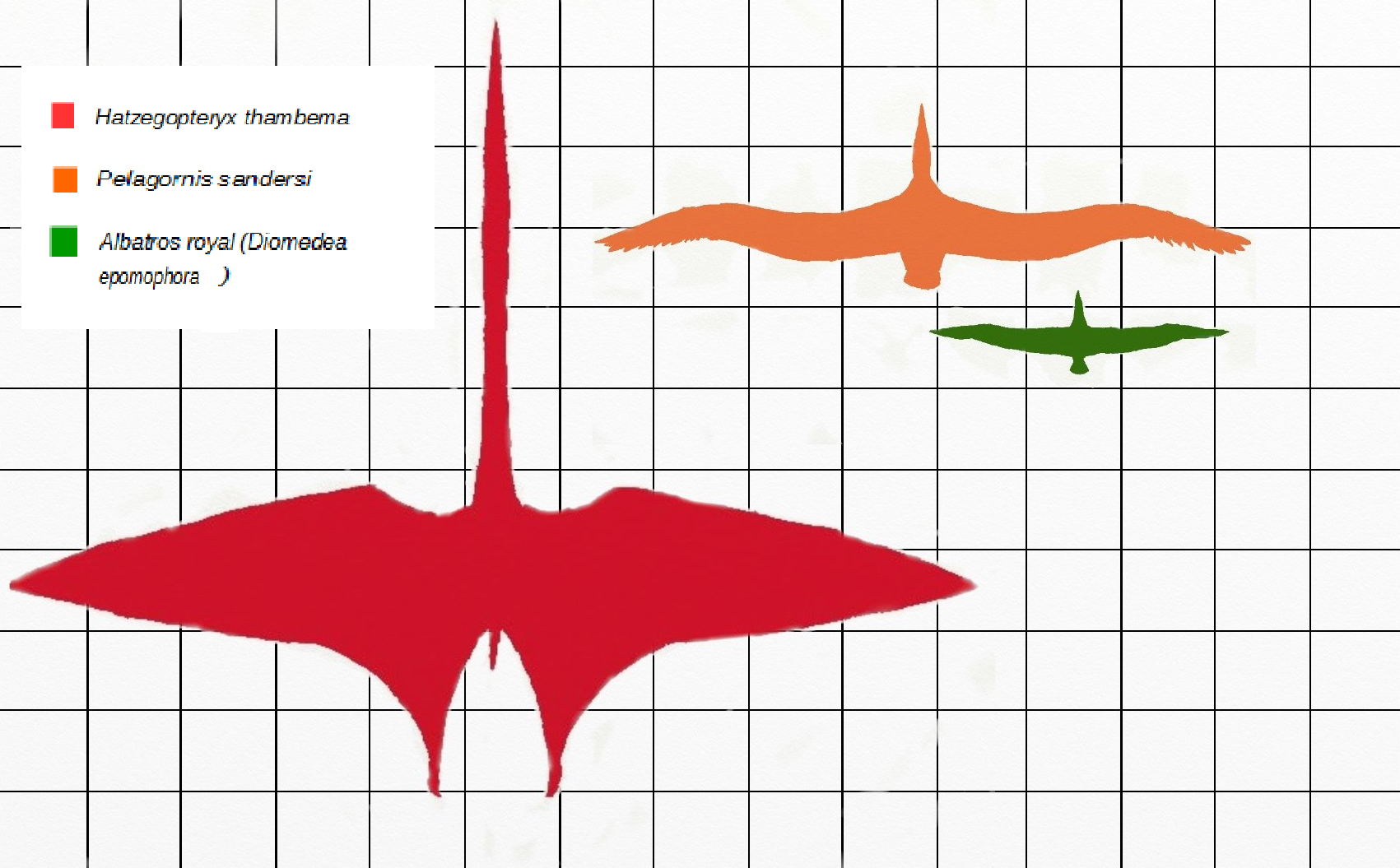

아즈다르코과의 익룡들 대부분이 그러하듯 목이 길었다고 여겼으나, 이후 루마니아에서 목이 짧은 아즈다르코류 익룡이 발견되면서 이 익룡도 당초 알려진 것보다는 짧고 굵은 목을 지니지 않았을까 하는 추측이 나왔다. 그리고 2017년 1월에 다른 친척들에 비해 짧고 굵은 목을 지녔을 가능성이 높다는 논문이 나왔다. 해당 논문에서 추정한 하체곱테릭스의 목 길이는 1.5m 정도로 짧은 편은 아니지만 비슷한 익폭을 가진 아람보우르기아니아의 목 길이와 비교하면 절반 정도 되는 길이이다.
이러한 학설이 제기된 이후 중소형 공룡과 같은 더 크고 거친 먹이를 사냥하거나 동족 간 경쟁에 이 목의 형태가 유용했으리라는 가설 또한 나왔으며, 한편으로는 아즈다르코류 익룡의 다양성을 보여주는 사례가 되기도 했다.

## 참고사항

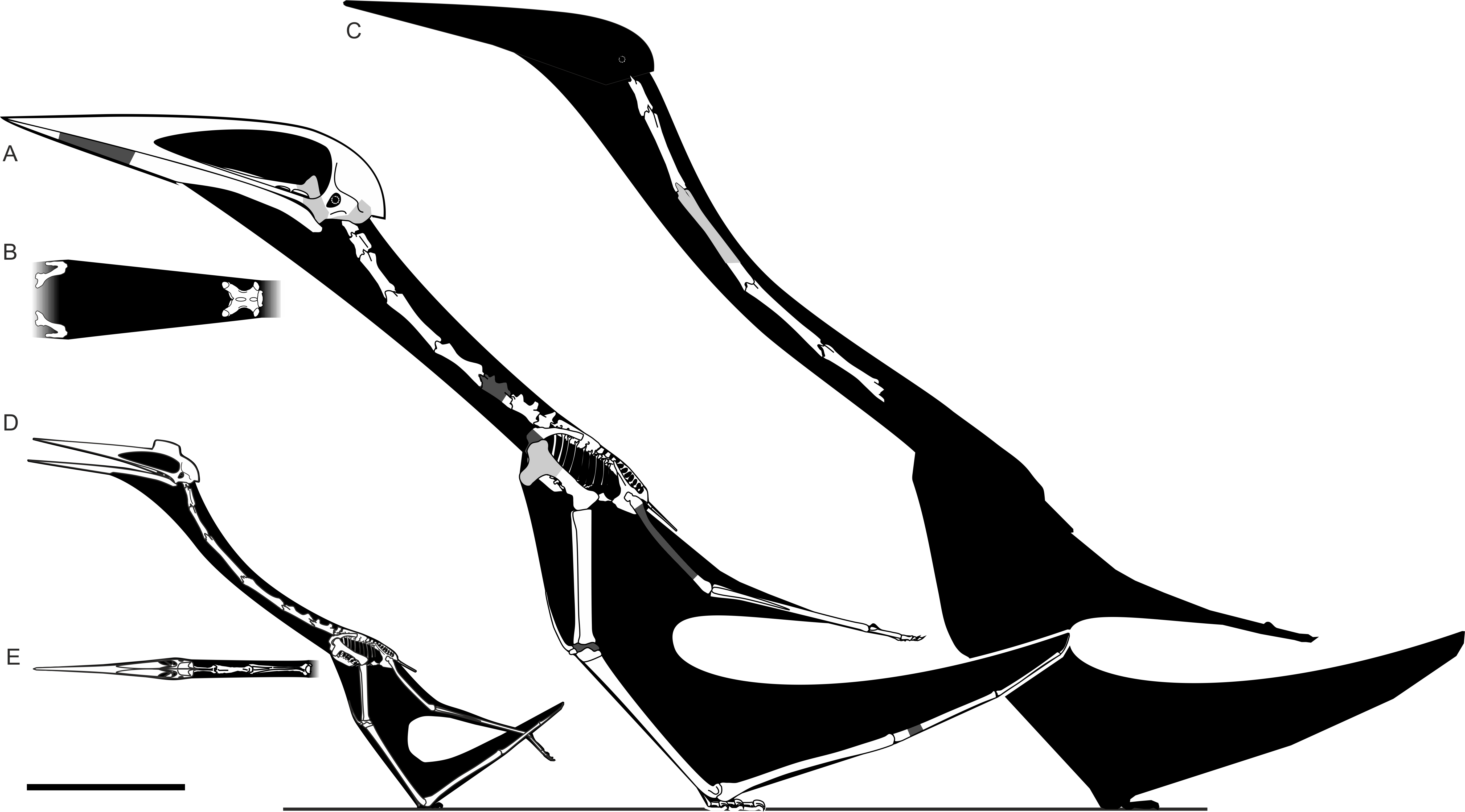

화석이 발견된 하체그 분지는 백악기 당시 섬이어서 대부분의 공룡들이 섬 왜소화의 영향으로 크기가 매우 작았다. 유일한 예외는 날지 못하는 조류인 발라우르였는데, 몸길이가 2 m 정도로 대륙에 사는 드로마에오사우루스과의 공룡인 벨로키랍토르와 크기가 비슷하고 잡식 혹은 초식성으로 추정되기에 하체곱테릭스의 경쟁자로 여기기엔 무리가 있다. 이 때문에 당시 해당 지역의 생태계에서 최상위 포식자로 군림했을 것으로 추정하고 있다.